# 三氯乙腈
三氯乙腈是一种有机化合物，化学式为CCl3CN。它是无色液体，不纯时带有棕色。 它是杀菌剂etridiazole的前体。它可由三氯乙酰胺的脱水反应制备。作为一种双官能团化合物，其反应可以发生在三氯甲基或者氰基上。由于三氯甲基的吸电子效应，可以让氰基发生亲核加成反应。它对水解敏感。

## 制备
三氯已经最初由荷语天主教鲁汶大学L. Bisschopinck于1873年对三氯乙酰胺脱水制得。
三氯乙腈也能由乙腈的卤化反应得到，所用的活性炭催化剂用锌、铜或者碱土金属的卤化物浸渍。反应温度200~400°C，产率54%。
反应的高温会产生副产物，如四氯化碳。在饱和氯化氢环境下的氯化反应则能得到较纯的产物，在较低温度（50-80°C）即可达到高产率。